# 富田浜病院
富田浜病院（とみだはまびょういん）は、三重県四日市市富田浜町にある総合病院。

## 概要
かつては三重県三重郡富田町大字茂福甲の番地にあった結核治療を目的に設置された民間病院・療養所。設置者は石田誠医師。富田浜病院グループを形成している。
富田浜病院は医師石田誠（明治14年～昭和34年）が大正7年度に創設した。1924年（大正13年）に富田浜看護婦学校が創設された。昭和31年度に医療法人、昭和60年度に特定医療法人に改組して総合病院へ拡充して最新設備を導入して整備した。富田浜は伊勢湾沿岸の地域で付近に交通網として富田浜駅と付近には富田浜海水浴場があった。閑静な別荘地として知られて夏は涼しく冬は暖かく、結核患者の療養には最適な理想的な土地だった。石田院長は富田浜病院を結核治療の専門病院として発展させたが、創設当時は感染症がうつるとして付近の富田地区民の理解がなくて、先住の医師たちとの競合などの困難があった。順次敷地を拡張して、約16000㎡の敷地に配置した病棟・日光浴室・図書館・庭園などの構成はドイツのミュンヘン大学の付属病院を模範とした。

## 外来
- 富田浜病院は外来と入院施設がある。

1. 整形外科
2. 外科
3. 内科
4. 泌尿器科
5. 脳神経外科
6. リハビリテーション科
7. 形成外科
8. 放射線科
9. リウマチ科

## 入院施設
- 一般病棟は52床である。
- 亜急性期病棟は10床である。
- 療養病棟は43床である。
- 回復期リハビリテーション病棟は42床
- 通所リハビリテーション事業所
- 健康増進センター
- 総合リハビリテーションセンター
- 病診連携の医療保険福祉相談室 はまゆう
- 富田浜老人保健施設 浜っこ老健の入所施設は80床（内ユニット型は30床）
- 通所リハビリテーション事業所
- 訪問看護 浜っこステーション
- 通所介護事業所
- 短期入所生活介護事業所 浜っこショートの入所施設は30床
- 四日市市北地域包括支援センター
- 富田浜在宅介護サービスセンター
- 在宅介護支援センター訪問給食事業
- 居宅介護支援事業所
- 通所介護事業所
- 訪問介護事業所
- 富田浜特別養護老人ホーム　浜風の入所施設が80床（全てユニット型）

## 歴史
- 1918年（大正7年）5月に 石田誠博士、緑仙堂石田医院を設立する。
- 翌年富田浜病院に改名する。
- 1957年（昭和32年）1月 医療法人として発足する。理事長に石田誠が就任する。
- 1966年（昭和41年）5月 医療法人富田浜病院理事長に石田マサヲが就任する。
- 1983年（昭和58年）7月 新生富田浜病院が発足する。
- 1984年（昭和59年）6月 健康増進センターが設立される。
- 1987年（昭和62年）3月 特定医療法人として承認される。
- 1993年（平成5年）3月 南館「健康増進センター」が完成する。
- 1994年（平成6年）5月 看護婦寮「フローレンス富田浜」が完成する。
- 1995年（平成7年）4月 老人デイケアが開設 される。
- 1997年（平成9年）7月 社会福祉法人「富田浜福祉会」が設立される。
- 1998年（平成10年）7月 老人保健施設「浜っこ老健」が完成する。訪問看護施設の浜っこステーションが開設される。富田浜在宅介護サービスセンターが開設される。（社会福祉法人）
- 2005年（平成17年）1月 リハビリテーションセンターが完成する。
- 2006年（平成18年）4月 「四日市市北地域包括支援センター」（社会福祉法人）が開設される。
- 同年7月 「介護予防通所介護事業所」（医療法人） が開設 される。
- 2007年（平成19年）2月 日本静脈経腸栄養学会による、NST（栄養サポートチーム）の稼働施設として認定される。
- 4月 全館が禁煙となる。敷地内分煙が実施される。
- 2008年（平成20年）4月  4階病棟にて「回復期リハビリテーション病棟」が開設される。
- 同年6月 富田浜町29番20号に「短期入所生活介護事業所」（医療法人）が開設される。
- 2011年（平成23年）4月 富田浜老人保健施設の「アネックス」が増築される。
- 2012年（平成24年）5月 富田浜特別養護老人ホーム「浜風」（社会福祉法人）が開設される。

## 建物

### 旧第一病練元伊藤家別荘
- 構造は木造2階建てである。
- 建築年代は不明である。大正7年度に買い入れる。
- 面積は建坪60坪。
- 石田誠院長が富田浜病院開業時の建物で室山の製糸工場経営者の伊藤小左衛門の長男伊藤三郎夫人の療養のため所有していた別荘を譲り受けた土地である[2]。

### 旧第二病練元三藤旅館
- 構造は木造2階建て。
- 建築年代は不明である。1921年（大正10年）2月に買い入れる。
- 面積は建坪36.4坪。

### 第一旅館（元伊藤家別荘）
- 南側の三藤旅館を買収した土地。アフターケアー施設としていた[3]。

### 旧第三病練（現在看護婦宿舎）
- 木造2階建て。一部塔屋3階付きである。
- 1919年（大正8年）2月起工。1919年（大正8年）6月に完成する。
- 屋根は寄棟造り。塔屋は方形造り。
- 外部仕上げ・下見板張り・OP塗り空き。
- 基礎は側廻り瓦積み・床下独立基礎積み。
- 内部仕上げは壁・木製OP塗木付け・天井・改修後合板張り・床・板張り。
- 面積と建坪は130坪。総2階建てである。ミュンヘン大学の病院をモデルとした[4]。

### 旧本館（第五病練）
- 構造は木造2階建て、一部3階付き。
- 建築年代は1920年（大正9年）5月に起工。1922年（大正11年）3月に完成する。
- 小屋組は和小屋。中央部は洋小屋。
- 外部仕上げは下見板張り・OP塗り仕上げ。
- 玄関棟部分は基礎コンクリート布基礎・床束木柱。
- 外壁は下地セメントモルタル洗い出す目地切り仕上げ。
- 天井は小板打ち上げ・OP塗り仕上げ。
- 床は板張り。
- 扉は木製OP塗り片開き・一部両開き。
- 窓は分銅仕上げ下げ窓。
- 正面ポーチの柱は木心セメントモルタル洗い出し仕上げのトスカナ式円柱。
- 面積・建坪は170坪。総2階建て。北側は細菌血清研究所を釣り込んで2階部分を増築して南端は新館として連結させた。玄関入口は間口23尺2寸　奥行6尺　床面は切石四半敷。南側の部屋は薬局。北側の部屋は受付であった[5]。

### 旧理事長住宅
- 構造平屋建ては1部2階建て。
- 1918年（大正7年）7月に購入した。
- 面積と建坪は75坪。
- この建物は北浜銀行名古屋支店長であった中西萬蔵が知多半島から別荘として新築したものであり、尾三農銀行が管理していた。茶室や霊安所があった[6]。

### 旧図書館（現在看護学校事務室・教室）
- 構造は木造2階建て。
- 1922年（大正11年）5月に完成した。
- 基礎は鉄筋コンクリート造り。
- 面積は建坪17坪。
- 石田院長は自分の財産は蔵書と創設期から医学書の収集に力を入れていた。この建物は、現在付属看護学校の事務室や教室になっているが、当初は1階を図書室、2階を院長の書斎や医師、看護婦の読書室にしていた。和風のモチーフを取り入れた大正期のモダンなデザインであった。セッションの装飾や軒廻りにパラペットが付いていた[7]。

### 職員住宅
- 木造2階建て　2戸建て連続住宅
- 1922年（大正11年）7月に完成した。
- 基礎はコンクリート造布基礎。
- 面積・建坪は25坪。
- 平面・立面とも左右対称に構成されている。高級職員用の住宅をして建設されたが、現在も専任医師の宿舎として使用されている。外観は木骨を表現したスティックスタイルの洋館である。１階には洋室と6畳和室、台所・風呂・便所が付き、2階には6畳和室が2部屋あり、玄関の上部はバルコニーとなっている[8]。

### 旧日光浴室（現在看護学校教室）
- 構造は木造2階建て。
- 1924年（大正13年）3月に完成した。
- 天井は化粧屋根裏。
- 小屋組は洋式合掌組。
- 付属池は水面60坪。
- この建物は入院中の患者が日光浴や大気特によって療養効果を高めるように設置された施設である。娯楽室は年中行事の会場に使用されて、全面の池には噴水を配して、大きな鯉を泳がせて、池畔の木陰にはベンチが並ぶなど快適な憩いの場であった[9]。

### 旧上水道浄化槽
- 1922年（大正11年）12月に完成した。
- 屋根は方形造り鉄板。
- 外部仕上げはイギリス積み。
- 面積・建坪は4坪。
- 高さは12.6m。
- 井戸水の塩分をろ過して上水として確保した[10]。

### 旧ライオン病練（現在職員宿舎）
- 木造2階建て一部平屋建て。
- 1955年（昭和30年）3月に完成した。
- 面積建坪は65坪。
- 四日市近郊の員弁郡三里村のライオン歯磨き粉工場と提携して結核病のカルシウムの医療効果を調査するため設置された病練である[11]。

### 旧新館病練
- 木造2階建て。
- 昭和32年度に完成した。
- 面積建坪は108坪。
- 東西に延びる病練で南面中央部の出入り口を設置して、南側に片廊下を通じて、これに病室を配置していた[12]。